# 豐能郡
豐能郡（日语：／ Toyono gun */?）是大阪府的一郡，現轄有2町：
- 豐能町
- 能勢町

在1896年成立之初的轄區還包含現在的池田市全部地區、豐中市除東部外的大部分區域、箕面市除東部外的大部分區域、吹田市的西部部分區域。

## 歷史
豐能郡為1896年實施郡制時，由豐島郡、能勢郡合併而成。

### 沿革

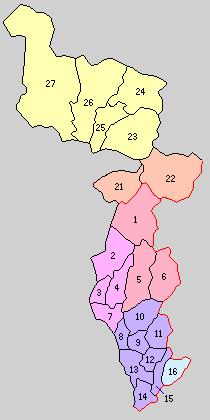
1896年豐能郡轄下的行政區劃：
1.止止呂美村 2.細河村 3.池田町 4.秦野村 5.箕面村 6.萱野村 7.北豐島村 8.麻田村 9.豐中村 10.櫻井谷村 11.熊野田村 12.中豐島村 13.南豐島村 14.庄內村 15.小曾根村 16.豐津村 21.吉川村 22.東能勢村 23.東鄉村 24.歌垣村 25.田尻村 26.西鄉村 27.枳根莊村
（紫色：現屬豐中市、桃色：現屬池田市、水藍色：現屬吹田市、紅色：現屬箕面市、橙色：現屬豐能町、黄色：現屬能勢町）

- 1896年04月1日：實施郡制（日语：郡制），豐島郡和能勢郡被合併為豐能郡，下轄：止止呂美村（日语：止々呂美）、細河村（日语：細河村）、池田村、秦野村（日语：秦野村）、箕面村、萱野村（日语：萱野村 (大阪府)）、北豐島村（日语：北豊島村）、麻田村（日语：麻田村）、豐中村（日语：豊中町 (大阪府)）、櫻井谷村（日语：桜井谷村）、熊野田村（日语：熊野田村）、中豐島村（日语：中豊島村）、南豐島村（日语：南豊島村）、內村、小曾根村（日语：小曽根村）、豐津村（日语：豊津村 (大阪府)）、吉川村（日语：吉川村 (大阪府)）、東能勢村、東鄉村（日语：東郷村 (大阪府)）、歌垣村（日语：歌垣村）、田尻村（日语：田尻村 (大阪府)）、西鄉村（日语：西郷村 (大阪府)）、枳根莊村（日语：枳根荘村）。（1町22村）
- 1923年04月1日：廢除郡會和郡參事會。
- 1926年07月1日：廢除郡役所，此後郡不再作為行政區劃，只作為地名的表示。
- 1927年04月1日：丰中村改制为丰中町（日语：豊中町 (大阪府)）。（2町21村）
- 1931年01月1日：枳根莊村、西乡村合并为昭和村。（2町20村）
- 1932年04月1日：昭和村改名為西能勢村（日语：西能勢村）。
- 1935年08月10日：细河村、秦野村、北丰岛村被并入池田町。[1]（2町17村）
- 1936年10月15日：丰中町、麻田村、樱井谷村、熊野田村合并为丰中市[2]，并脱离丰能郡。（1町14村）
- 1939年04月29日：池田町改制为池田市[3]，并脱离丰能郡。（14村）
- 1939年9月1日：庄内村改制为内町。（1町13村）
- 1940年04月1日：丰津村和三岛郡吹田町、千里村、岸部村合并为吹田市[4]，并脱离丰能郡。（1町12村）
- 1947年03月15日：中丰岛村、南丰岛村、小曾根村被并入丰中市。[2]（1町9村）
- 1948年01月1日：箕面村改制为箕面町。[5]（2町8村）
- 1948年08月1日：萱野村、止止吕美村被并入箕面町。[5]（2町6村）
- 1955年01月1日：庄内町被并入丰中市。[2]（1町6村）
- 1956年09月30日：（2町2村）
  - 东能势村、吉川村合并为新設立的东能势村。[6]
  - 西能势村、歌垣村、田尻村合并为能势町。[7]
- 1956年12月1日：三岛郡丰川村被并入箕面町，同日箕面町改制為箕面市[5]，并脱离丰能郡。（1町2村）
- 1958年04月1日：京都府龜岡市的部分地區被併入東能勢村。[6]
- 1959年05月3日：东乡村被并入能势町。[7]（1町1村）
- 1977年04月1日：东能势村改制並改名為丰能町。[6]（2町）

### 變遷表
| 舊郡   | 1889年4月1日 | 1889年 - 1912年 | 1912年 - 1944年           | 1912年 - 1944年             | 1912年 - 1944年             | 1945年 - 1954年             | 1955年 - 1988年            | 1955年 - 1988年                 | 1989年 - 现在                   | 现在                            |
| ------ | ------------ | --------------- | ------------------------- | --------------------------- | --------------------------- | --------------------------- | -------------------------- | ------------------------------- | ------------------------------- | ------------------------------- |
| 能势郡 | 东能势村     | 东能势村        | 东能势村                  | 东能势村                    | 东能势村                    | 东能势村                    | 1956年9月30日 东能势村     | 1977年4月1日 改制並改名為丰能町 | 1977年4月1日 改制並改名為丰能町 | 1977年4月1日 改制並改名為丰能町 |
| 能势郡 | 吉川村       |                 |                           |                             |                             |                             | 1956年9月30日 东能势村     | 1977年4月1日 改制並改名為丰能町 | 1977年4月1日 改制並改名為丰能町 | 1977年4月1日 改制並改名為丰能町 |
| 能势郡 | 枳根莊村     | 枳根莊村        | 1931年1月1日 昭和村       | 1932年4月1日 改名為西能势村 | 1932年4月1日 改名為西能势村 | 1932年4月1日 改名為西能势村 | 1956年9月30日 能势町       | 能势町                          | 能势町                          | 能势町                          |
| 能势郡 | 西乡村       |                 | 1931年1月1日 昭和村       | 1932年4月1日 改名為西能势村 | 1932年4月1日 改名為西能势村 | 1932年4月1日 改名為西能势村 | 1956年9月30日 能势町       | 能势町                          | 能势町                          | 能势町                          |
| 能势郡 | 歌垣村       |                 |                           |                             |                             |                             | 1956年9月30日 能势町       | 能势町                          | 能势町                          | 能势町                          |
| 能势郡 | 田尻村       |                 |                           |                             |                             |                             | 1956年9月30日 能势町       | 能势町                          | 能势町                          | 能势町                          |
| 能势郡 | 东乡村       | 东乡村          | 东乡村                    | 东乡村                      | 东乡村                      | 东乡村                      | 1959年5月3日 併入能势町    | 能势町                          | 能势町                          | 能势町                          |
| 丰岛郡 | 池田町       | 池田町          | 池田町                    | 池田町                      | 1939年4月29日 改制為池田市  | 1939年4月29日 改制為池田市  | 1939年4月29日 改制為池田市 | 1939年4月29日 改制為池田市      | 1939年4月29日 改制為池田市      | 1939年4月29日 改制為池田市      |
| 丰岛郡 | 细河村       | 细河村          | 细河村                    | 1935年8月10日 併入池田町    | 1939年4月29日 改制為池田市  | 1939年4月29日 改制為池田市  | 1939年4月29日 改制為池田市 | 1939年4月29日 改制為池田市      | 1939年4月29日 改制為池田市      | 1939年4月29日 改制為池田市      |
| 丰岛郡 | 秦野村       |                 |                           | 1935年8月10日 併入池田町    | 1939年4月29日 改制為池田市  | 1939年4月29日 改制為池田市  | 1939年4月29日 改制為池田市 | 1939年4月29日 改制為池田市      | 1939年4月29日 改制為池田市      | 1939年4月29日 改制為池田市      |
| 丰岛郡 | 北丰岛村     |                 |                           | 1935年8月10日 併入池田町    | 1939年4月29日 改制為池田市  | 1939年4月29日 改制為池田市  | 1939年4月29日 改制為池田市 | 1939年4月29日 改制為池田市      | 1939年4月29日 改制為池田市      | 1939年4月29日 改制為池田市      |
| 丰岛郡 | 箕面村       | 箕面村          | 箕面村                    | 箕面村                      | 箕面村                      | 1948年1月1日 改制為箕面町   | 1956年12月1日 改制為箕面市 | 1956年12月1日 改制為箕面市      | 1956年12月1日 改制為箕面市      | 1956年12月1日 改制為箕面市      |
| 丰岛郡 | 萱野村       | 萱野村          | 萱野村                    | 萱野村                      | 萱野村                      | 1948年8月1日 併入箕面町     | 1956年12月1日 改制為箕面市 | 1956年12月1日 改制為箕面市      | 1956年12月1日 改制為箕面市      | 1956年12月1日 改制為箕面市      |
| 丰岛郡 | 止止吕美村   |                 |                           |                             |                             | 1948年8月1日 併入箕面町     | 1956年12月1日 改制為箕面市 | 1956年12月1日 改制為箕面市      | 1956年12月1日 改制為箕面市      | 1956年12月1日 改制為箕面市      |
| 丰岛郡 | 丰中村       | 丰中村          | 1927年4月1日 改制為丰中町 | 1936年10月15日 丰中市       | 1936年10月15日 丰中市       | 1936年10月15日 丰中市       | 丰中市                     | 丰中市                          | 丰中市                          | 丰中市                          |
| 丰岛郡 | 麻田村       |                 |                           | 1936年10月15日 丰中市       | 1936年10月15日 丰中市       | 1936年10月15日 丰中市       | 丰中市                     | 丰中市                          | 丰中市                          | 丰中市                          |
| 丰岛郡 | 樱井谷村     |                 |                           | 1936年10月15日 丰中市       | 1936年10月15日 丰中市       | 1936年10月15日 丰中市       | 丰中市                     | 丰中市                          | 丰中市                          | 丰中市                          |
| 丰岛郡 | 熊野田村     |                 |                           | 1936年10月15日 丰中市       | 1936年10月15日 丰中市       | 1936年10月15日 丰中市       | 丰中市                     | 丰中市                          | 丰中市                          | 丰中市                          |
| 丰岛郡 | 中丰岛村     | 中丰岛村        | 中丰岛村                  | 中丰岛村                    | 中丰岛村                    | 1947年3月15日 併入丰中市    | 丰中市                     | 丰中市                          | 丰中市                          | 丰中市                          |
| 丰岛郡 | 南丰岛村     |                 |                           |                             |                             | 1947年3月15日 併入丰中市    | 丰中市                     | 丰中市                          | 丰中市                          | 丰中市                          |
| 丰岛郡 | 小曾根村     |                 |                           |                             |                             | 1947年3月15日 併入丰中市    | 丰中市                     | 丰中市                          | 丰中市                          | 丰中市                          |
| 丰岛郡 | 内村         | 内村            | 内村                      | 内村                        | 1939年9月1日 改制為内町     | 1939年9月1日 改制為内町     | 1955年1月1日 併入丰中市    | 丰中市                          | 丰中市                          | 丰中市                          |
| 丰岛郡 | 丰津村       | 丰津村          | 丰津村                    | 丰津村                      | 1940年4月1日 合併為吹田市   | 1940年4月1日 合併為吹田市   | 1940年4月1日 合併為吹田市  | 1940年4月1日 合併為吹田市       | 1940年4月1日 合併為吹田市       | 1940年4月1日 合併為吹田市       |